# Protographe
Un protographe dans une critique textuelle est un document original d'un texte ou d'une icône.
Souvent des chercheurs essayent de reconstituer le protographe à l'aide des meilleurs copies existantes. 